# Telewizyjny koncert życzeń
Telewizyjny Koncert Życzeń – program emitowany w latach 70., 80. i 90. XX wieku w TVP1, oraz aktualnie na antenie TV Trwam, NTL Radomsko, TVS i TVP3 Katowice.

## Opis
Program był emitowany w weekendy. W programie prowadzący składali życzenia od najbliższych rodzin, gdzie też do życzeń była dołączona piosenka. Charakterystycznym wyglądem programu były kwiaty posadzone obok prezenterów. 
Koncert Życzeń był nadawany również w Radiowej Jedynce w godzinach popołudniowych.

## Prowadzący
Jednymi z charakterystycznych prowadzących programu byli m.in.: Krystyna Loska (głównie w duecie z Janem Suzinem), a także Marek Gajewski, Andrzej Ferenc, Jacek Brzostyński, Jerzy Jakubowski, Edyta Wojtczak, Bogumiła Wander i Anna Wanda Głębocka. W latach 90. program prowadzili także m.in. Katarzyna Walter, Michał Maciejewski i Piotr Szwedes.

## Koncert Życzeń obecnie
Podobna formuła programu jest emitowana m.in. w TVP3 Katowice, NTL Radomsko, TVS czy w TV Trwam.